# 睡眠日誌

睡眠日誌。何時に入眠し、何時に起床したかなどを記載していく。夜間だけに眠るわけではない非24時間睡眠覚醒症候群などに対応するには24時間を記載する必要がある。

睡眠日誌（すいみんにっし、Sleep diary）、睡眠手帳（すいみんてちょう）とは、個人の入眠時刻と起床時刻を、関係する情報と共に記録するものであり、これは数週間にわたって実施される。記録者は自己申告である場合も、看護者によってなされることもある。
睡眠日誌は、医師と患者の睡眠状態に関するコミュニケーションの手段である。とりわけ概日リズム睡眠障害の診断と治療に効果を発揮し、また他の睡眠障害の治療結果のモニタリングにも役立つ。
睡眠日誌は、アクチグラフ装置によるモニタリングと合わせて用いることができる。
睡眠日誌は、医師にとっては睡眠問題の診断に有用なツールであるだけでなく、患者自身が睡眠に影響を及ぼす特徴をより認識できるようになることにも役立つ（患者教育）。 このデータ単独であっても、自分が良い睡眠を取るためには何をすべきか自己診断するのに役立つ。

## 構成
睡眠日誌に含まれる情報には、以下のものがある。
1. 起床したいと思っていた、または起床を予定していた時刻
2. 実際に起床した時刻
3. 自発的に起床したか、あるいは目覚時計や、他の外部要因か
4. ベッドから出た時刻
5. 日中の気分はどうであったか（気分、眠気など）。しばしば1-5の尺度や主な原因を記載。
6. 昼間の昼寝と運動ついて、開始と終了時間
7. 使用されている薬物（薬、睡眠補助剤、カフェイン、アルコールなど）の名称、投与量、時間
8. 夕食の時間、種類/重量
9. 就寝1時間前以降の活動（瞑想、テレビ、ビデオゲーム）
10. 就寝前のストレスレベル。しばしば1-5の尺度や主な原因を記載。
11. 入眠時刻
12. 本人が入眠したと考えている時刻
13. 上記2つの時点における活動（目を閉じた、瞑想したなど）
14. 夜間の目覚め、活動についての推定原因、回数、時間、長さ
15. 睡眠の質
16. 良い夢か悪い夢かを思い出し、その快適さのレベル

## データ収集
睡眠日誌は、通常はグラフ用紙に手書きで1ページに1週間分として描かれる。
専用のソフトウエアもあり、スプレッドシートやデータベースソフトもある。オンラインサービスとしても提供されている。

## 日記の見本
- Trinitas Regional Medical Center – hours horizontal, with shading
- Circadian Sleep Disorders Association – days run horizontal
- – days run horizontal, basic outline